# ویللباداسن
شهر ویللباداسن (به آلمانی: Willebadessen) در ایالت نوردراین-وستفالن در کشور آلمان واقع شده‌است.